# Ichneumon caliginosus
Ichneumon caliginosus là một loài tò vò trong họ Ichneumonidae.